# Duncan Browne
Duncan John Browne (25 maart 1947 – 28 mei 1993) was een Engels singer-songwriter.

## Biografie
Browne werd geboren als zoon van een officier in de Royal Air Force. Hij volgde Worksop College en dacht aan een carrière bij de RAF, maar werd om gezondheidsredenen afgewezen. Geïnspireerd door Bob Dylan leerde hij gitaar spelen en vervolgens volgde hij de London Academy of Music and Dramatic Art, waar hij zowel  drama als muziektheorie studeerde. Browne koos in 1967 voor een carrière in de muziek toen hij de producer Andrew Oldham ontmoette en tekende een contract bij diens Immediate Records label. Zijn debuutalbum Give Me, Take You kwam in 1968 uit.
Zijn koorarrangement werd gebruikt in het door Tim Hardin geschreven nummer How Can We Hang On to a Dream? op het album Nice dat in 1969 door The Nice werd opgenomen.
De grootste hit van Browne in het Verenigd Koninkrijk was het nummer "Journey", uitgezonden bij Top of the Pops in 1972. Het werd opgenomen op het tweede album van Browne, Duncan Browne (1973).
In de jaren zeventig stapte Browne over naar de rock, in samenwerking met Peter Godwin, met wie hij de symfonische band Metro vormde, waarvan de opnames in de Verenigde Staten werden uitgebracht door Sire Records. Plotseling bevond Browne zich weer in de muzikale voorhoede, en in aanvulling op zijn werk met Metro  bracht hij twee solo-albums uit, het met John Giblin, Tony Hymas en Simon Phillips opgenomen The Wild Places (1978), en Streets of Fire. Het nummer The Wild Places werd een grote hit in Nederland, en het uit diezelfde periode stammende nummer Criminal World (1977) van Browne, Godwin en Metro-lid Sean Lyons, werd later door David Bowie opgenomen voor diens album Let's Dance uit 1983.
In 1984 en 1985 voerde Browne de door hem gecomponeerde muziek voor de Britse televisieserie Travelling Man uit, in samenwerking met de producent Sebastian Graham-Jones. De soundtrack werd uitgebracht op cd en vinyl. Browne componeerde ook Salva Me, de tune van de BBC-serie Shadow of the Noose (Schaduw van de Strop) in 1989.
Hij overleed in 1993 op 46-jarige leeftijd aan kanker.

## Discografie

### Album
| Album met eventuele hitnotering(en) in de Nederlandse Album Top 100 | Datum van verschijnen | Datum van binnenkomst | Hoogste positie | Aantal weken | Opmerkingen |
| ------------------------------------------------------------------- | --------------------- | --------------------- | --------------- | ------------ | ----------- |
| Give me take you                                                    | 1968                  | -                     |                 |              |             |
| The wild places                                                     | 1979                  | 10-03-1979            | 8               | 11           |             |
| Streets of fire                                                     | 1979                  | -                     |                 |              |             |

### Singles
| Single met eventuele hitnotering(en) in de Nederlandse Top 40 | Datum van verschijnen | Datum van binnenkomst | Hoogste positie | Aantal weken | Opmerkingen                           |
| ------------------------------------------------------------- | --------------------- | --------------------- | --------------- | ------------ | ------------------------------------- |
| The wild places                                               | 1979                  | 10-03-1979            | 7               | 8            | #8 in de Single Top 100 / Alarmschijf |
| The wild places '91                                           | 1991                  | 17-08-1991            | 28              | 3            | #29 in de Single Top 100              |

### NPO Radio 2 Top 2000
| Nummer met noteringen in de NPO Radio 2 Top 2000 | '99  | '00 | '01 | '02 | '03 | '04 | '05 | '06 | '07 | '08 | '09  | '10  | '11  | '12  | '13  | '14  | '15  | '16  | '17  | '18 | '19  | '20  | '21  | '22-'23 | '24  |
| ------------------------------------------------ | ---- | --- | --- | --- | --- | --- | --- | --- | --- | --- | ---- | ---- | ---- | ---- | ---- | ---- | ---- | ---- | ---- | --- | ---- | ---- | ---- | ------- | ---- |
| The Wild Places                                  | 1039 | 646 | 809 | 720 | 773 | 726 | 595 | 998 | 905 | 787 | 1340 | 1224 | 1369 | 1201 | 1100 | 1179 | 1256 | 1560 | 1694 | -   | 1864 | 1788 | 1951 | -       | 1918 |

1. ↑  Een '-' betekent dat het nummer niet was genoteerd en een vetgedrukt getal geeft de hoogste notering aan.